# Johann Pöpping

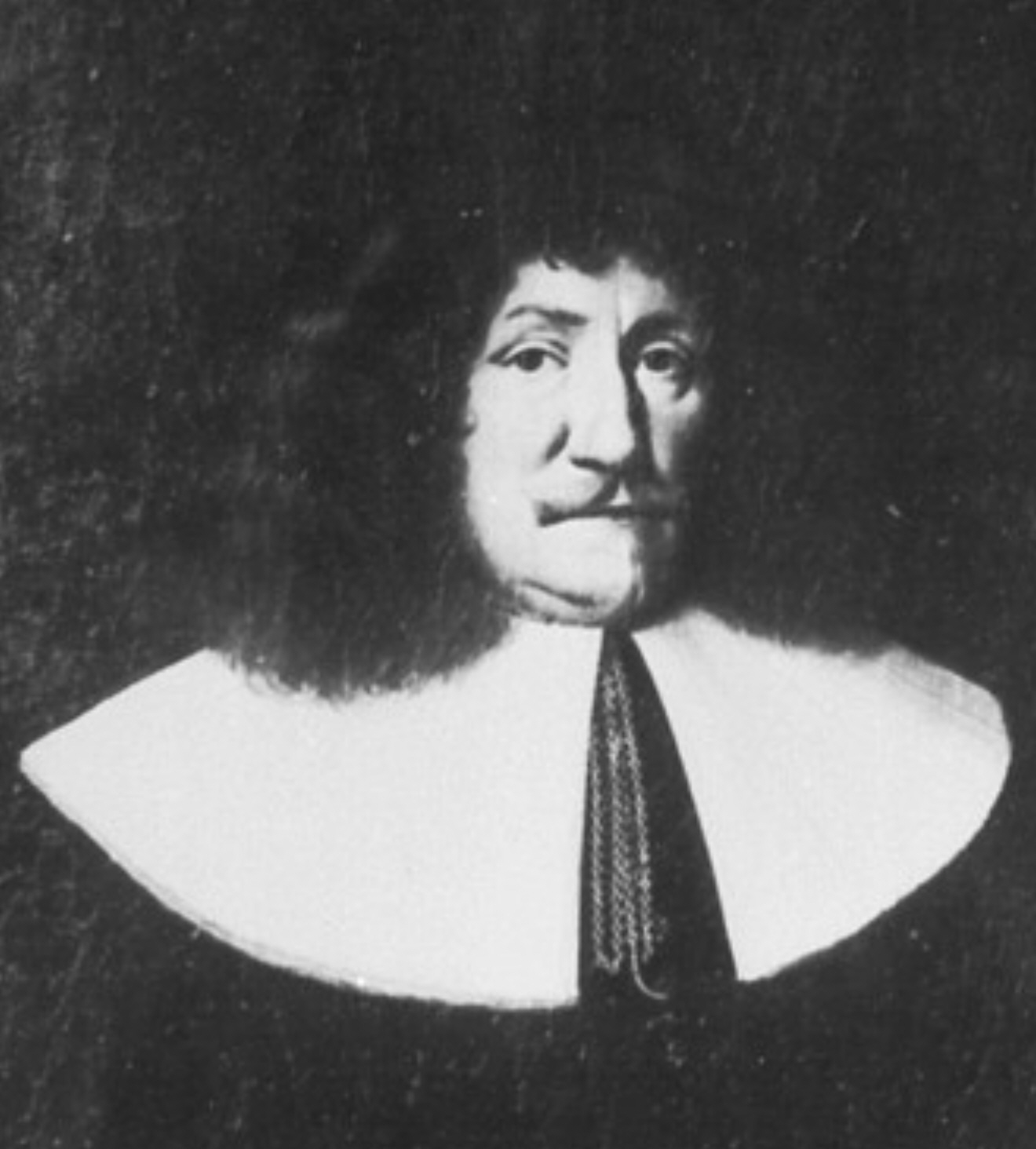
Johann Pöpping

Johann Pöpping (* 1608; † 12. Oktober 1657 in Lübeck) war Jurist und Ratsherr der Hansestadt Lübeck.
Pöpping war Sohn des Lübecker Ratssekretärs Friedrich Popping und Enkel des Ratssekretärs Nikolaus Popping. Er studierte Rechtswissenschaften in Königsberg (Preußen) und in Groningen. Danach bereiste Pöpping die Niederlande und Frankreich. Anschließend wurde er 1640 Ratssekretär in Lübeck und 1646 in den Rat der Stadt gewählt. 1646 vertrat er die Stadt als Gesandter in Verhandlungen mit der Republik der Sieben Vereinigten Niederlande in Den Haag in Verhandlungen über die mit diesen bestehende Allianz. 1654 gehörte er der Gesandtschaft unter Bürgermeister David Gloxin an, die während des Ersten Bremisch-Schwedischen Krieges versuchte, zwischen Bremen und Schweden einen Waffenstillstand und einen Vergleich zu vermitteln. Weiterhin vertrat er den Rat vor dem Reichshofrat in Wien in einem Prozess der Lübecker Brauerzunft gegen Lübecker Patrizier mit landwirtschaftlichem Grundbesitz im Umland der Stadt, weil der Rat in seiner Eigenschaft als Gericht die Älterleute der Brauer mit Geldstrafen belegt hatte.
Johann Pöpping war Schwiegersohn des Ratssekretärs und späteren Ratsherrn Johann Feldhusen. Der Rektor des Katharineums zu Lübeck Sebastian Meier hielt ihm die Leichenrede. Pöpping erhielt nach seinem Tod ein Epitaph in der Lübecker Marienkirche gesetzt.